# Henleophytum
Henleophytum é um género botânico pertencente à família Malpighiaceae.

## Espécies
- Henleophytum echinatum (Griseb.) Small